# Марков Осип Андрійович

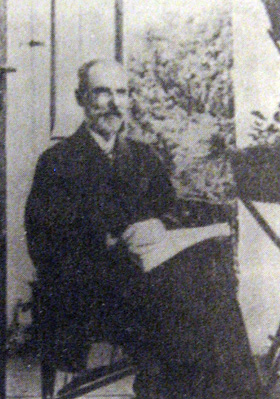
Осип Марков

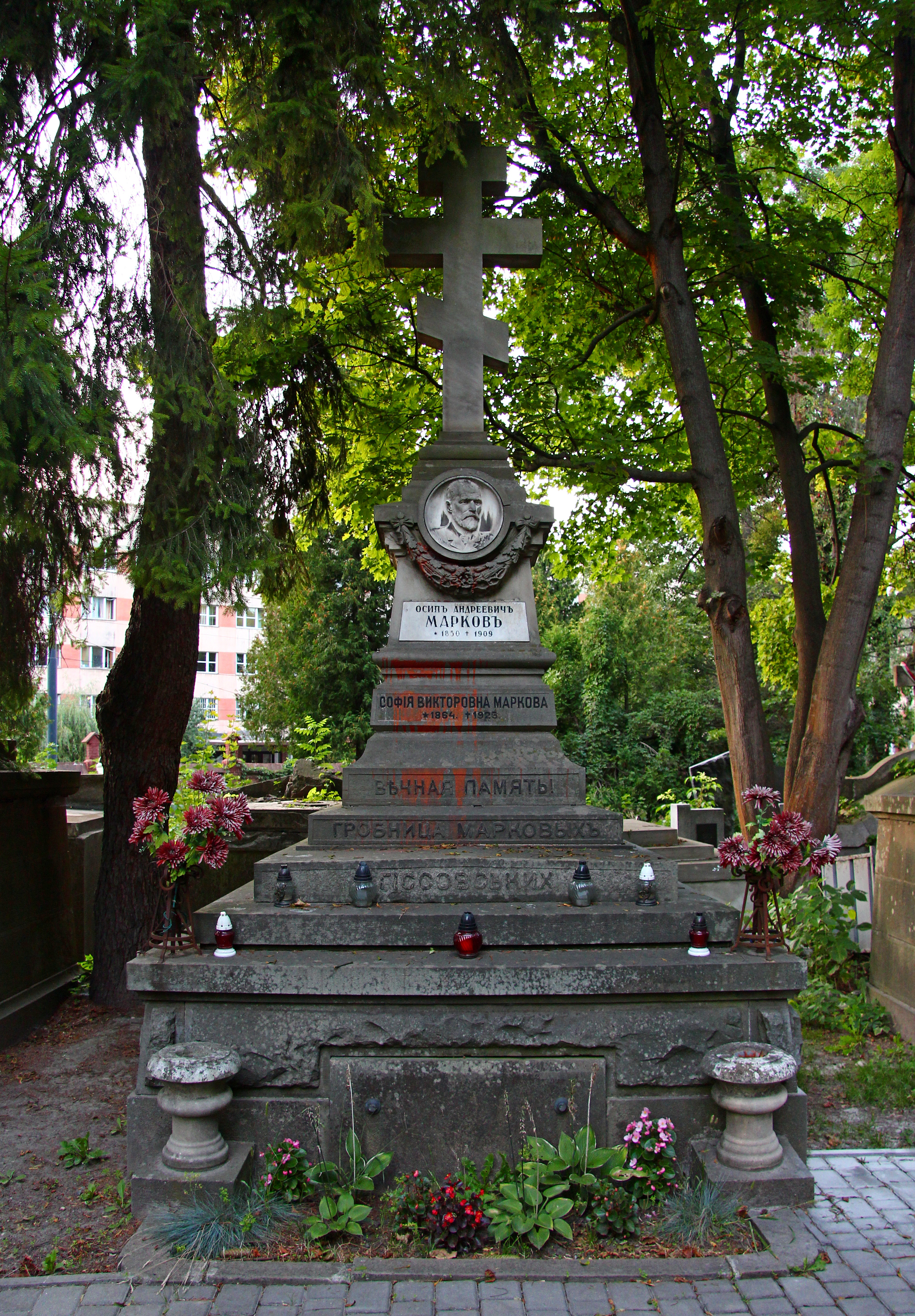

Осип Андрійович Марков (1849, можливо, 1850, с. Грушів — 10 листопада 1909, Львів) —  журналіст-русофіл з Галичини так званої «русскої орієнтації».

## Життєпис
Осип Марков (Марків) народився в селі Грушеві під Дрогобичем (Галичина, Австрійська імперія) у 1849 році. Його рідним братом був лідер русофільського («русского») руху Дмитро Марков.
Закінчив народне училище[джерело?] в рідному селі, потім гімназію в Дрогобичі. З двадцяти років почав працювати в друкарні братів Теодора та Михайла Білоусів у Коломиї, потім переїхав до Львова.
Займався журналістикою, був головним редактором газет «Пролом» (1881—1882), «Новий пролом» (1883—1887), «Червона Русь» (1891—1892), «Галичанин» (1893—1909). В 1882 році був заарештований австро-угорською владою, але був виправданий судом присяжних. Написав про це нарис «Великий русскій політичний процес в 1882 році» (Русскій календар, Львів, 1908). Був співробітником Ставропігійського інституту у Львові.
Помер 10 листопада 1909 року, похований у Львові на  1(а) полі  Личаківського  цвинтаря.